# Дестин
Дестин (на английски: Destin) е град в щата Флорида, САЩ. Намира се в огръг Окалуса. Населението на Дестин е 11 119 жители (приблизителна оценка, 2000 г.). Общата площ на града е 261,50 км². Разположен е на Мексиканският залив. Има славата на „най-късметлийското риболовно селище на света“.

## География
Дестин е разположен на 30°23′36″N, 86°28′31″W (30,393407, -86,475276).GR1 според Бюрото за преброяване на населението на САЩ, градът има обща площ 21.2 km² (8.2 mi²). 19.5 km² (7.5 mi²) от него са земни, а 1.7 km² (0.6 mi²) от него са (7,95%) водни.
Източният проход на Дестин е единственият воден път свързващ залива Чоктауочий (Choctawhatchee Bay) с Мексиканския залив за около 60 мили в двете посоки. Пенсакола (Pensacola) на запад и Панама Сити (Panama City) на изток също имат водна връзка от протока до залива.

## История
Историята на Дестин датира от 7 век, когато индианци са населявали тази местност поради изобилните ресурси, осигурявани от залива и от тучните гори обграждащи крайбрежието. Още през 1538 г. испански изследователи започват наблюденията си във Флорида, а през 1693 г. испанецът Дон Франсиско Тапия чертае първата известна карта на Дестин и околните брегове.
Съвременната история на селището се приписва на рибаря Капитан Леонард Дестин (Leonard Destin), който се премества от Ню Лъндън, Кънектикът, за да се установи в северозападна Флорида около 1845 г. Капитан Дестин полага основите на риболовната индустрия в този район, който днес притежава най-голямата и най-добре оборудвана наемна флотилия в целия щат Флорида.
През 1984 г. Дестин е регистриран като град със самоуправление по законите на щата Флорида, с градски съвет и администрация. Това дава тласък на туристическия бизнес в това толкова красиво място.

## Туризъм и развлечения
Риболовните екскурзии са едно от най-предпочитаните занимания за свободното време в Дестин, като много от рибните ресторанти в региона предлагат да сготвят безплатно улова на клиентите си. Връхната точка на риболова през годината е месец октомври, когато се провежда ежегодното „Риболовно родео на Дестин“.
Тази част от „Изумруденото крайбрежие“ (The Emerald Coast) на Мексиканския залив се слави с кристално чистите си изумрудени на цвят води и захарно-бели плажове. Те създават чудесна атмосфера за почивка, плаж и голф. Дестин е и известно кулинарно средище.
- Дестин – галерия снимки
- Big Kahuna's Water&adventure Park, Destin, FL
- „Лодкари“ в Дестин
- Мостът на Дестин
- МОЛ-овете на Дестин
- Залез в Дестин
- Дестин след ураган